# Bükk-fennsík
Bükk-fennsík är en bergskedja i Ungern. Den ligger i den norra delen av landet, 130 km nordost om huvudstaden Budapest.